# Mount Foraker
Mount Foraker is een berg, die in het Alaskagebergte ligt. De berg heeft de naam gekregen van Joseph B. Foraker, gouverneur van Ohio tussen 1886 en 1890. 
Met 5304 meter is hij, na de Denali die op kleine afstand ervandaan piekt, de op één na hoogste berg van het Nationaal park Denali in de Amerikaanse staat Alaska. Hiermee is hij ook de op drie na hoogste top in de Verenigde Staten.

De noordelijke top werd voor het eerst op 6 augustus 1934 beklommen, de hogere zuidtop werd vier dagen later beklommen door C.S. Houston, T.G. Brown en Chychele Waterston.